# Tom Clancy Splinter Cell: Barracuda
Tom Clancy's Splinter Cell: Barracuda è un romanzo di Tom Clancy e David Michaels. È il secondo di cinque romanzi che hanno come tema lo spionaggio statunitense, correlato con i recenti conflitti che l'America si trova ad affrontare attraverso una trama avvincente, grazie anche all'uso della prima persona.

## Trama
Sam Fisher, il primo e migliore Splinter Cell, è in Russia alla ricerca di prove sull'attività del gruppo internazionale di trafficanti d'armi noto come The Shop. Ma quando dalle acque di Hong Kong affiora il corpo di un fisico nucleare coinvolto in un progetto top secret per il Governo degli Stati Uniti, Third Echelon incarica Sam di recarsi laggiù e stabilire i movimenti dello scienziato prima della morte. L'uomo era a capo di una divisione che sviluppava una torpedine stealth comandata a distanza, in grado di trasportare una testata nucleare. Aiutato da un ex agente della CIA, Sam scopre che il progetto era nel mirino di una triade mafiosa cinese, i Lucky Dragons, e che forse anche The Shop non è estraneo alla vicenda ed è meno lontano di quanto credeva.

## Il Protagonista
Sam Fisher è il primo agente scelto di Third Echelon. Costretto a vivere nella completa segretezza per ragioni di "lavoro", non può costruirsi più una vita privata dopo il primo matrimonio da cui è nata Sarah. È una vera e propria macchina da guerra, sa usare le armi più complicate - ad esempio il suo SC20K - come nessun altro, è esperto di arti marziali (Krav Maga) e soprattutto è dotato di uno specialissimo sense dell'humor che diverte per tutta la durata del libro.

Il suo più grande tesoro è la figlia, perché in fondo, sotto la "scorza" da duro, c'è un cuore tenero.

## Edizioni
- Tom Clancy, David Michaels, Tom Clancy Splinter Cell: - Barracuda, traduzione di Massimo Gardella, collana Rizzoli Romanzo, Rizzoli, 2006,  pp. 354, cap. 40, ISBN 88-17-01399-4.